# Malajesd
Malajesd (románul: Mălăiești) falu Romániában, Erdélyben, Hunyad megyében.

## Fekvése
A Retyezát északi lábánál, Hátszegtől 16 km-re délre fekszik.

## Története
Neve a román mălai (kukorica, málé) szóból való. 1453-ban Malaesd, 1498-ban Malayest, 1514-ben Malayesd alakban írták. Korai története során a felsőszálláspataki kenézek birtokolták. Középkori temploma a maitól 150 méterre északkeletre feküdt. Gyenge minőségű kövekből épült, egy 6,8 × 4,8 méteres hajóból és egy hozzá kapcsolódó, négyszögű szentélyből állt. 1647-ben megemlékeztek a „malajesdi ola predikator”-ról, ami arra utal, hogy román nyelvű református gyülekezete volt. 1658–51-ben a tatárok elpusztították.
1850-ben 262 görögkatolikus vallású román lakosa volt.
2002-ben 157 román nemzetiségű lakójából 138 volt ortodox, 19 pedig baptista felekezetű.

## Látnivalók
- Várának romjai a falutól délre lévő dombon láthatóak. Egy kerített, négyszintes lakótoronyból áll, amelyet vélhetőleg a 15. században a felsőszálláspataki kenézek építtethettek. A 16. században négy bástyával látták el. A 17. századig használták. A torony falai 12 méter magasan állnak.

## Jegyzetek

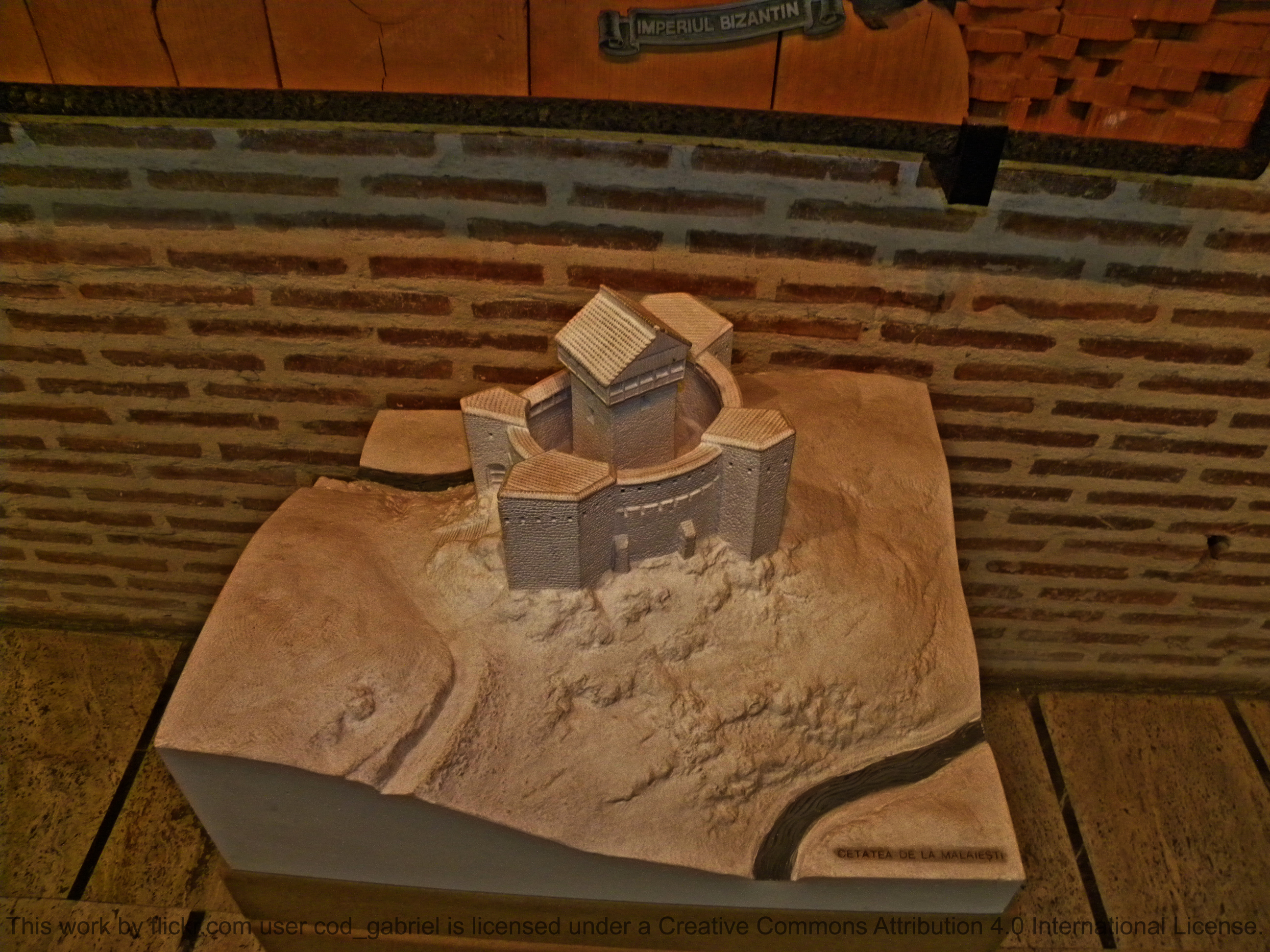
A vár feltételezett egykori állapotát bemutató makett a bukaresti hadtörténeti múzeumban